# Курвіца
Курвіца (ест. Kurvitsa) — село в Естонії, входить до складу волості Риуге, повіту Вирумаа.